# Cavourův most
Cavourův most (italsky Ponte Cavour) je most v Římě přes řeku Tiberu, který spojuje okolí Cavourova náměstí ve čtvrti Prati di Castello s okolím Martova pole.
Navrhl ho architekt Angelo Vescovali. Délku 110 metrů překlenuje pět cihlových oblouků s travertinovým obložením. Most byl postaven v letech 1896 až 1901 jako náhrada provizorního mostu passerella di Ripetta z roku 1878. Nese jméno Camilla Bensa hraběte Cavoura, jednoho z předních zastánců risorgimenta.
Na Nový rok z něho od roku 1946 odvážlivci skáčou do chladné řeky, což je velká atrakce pro místní i turisty. Tradici zahájil nezaměstnaný kaskadér, který si chtěl odvážným kouskem udělat reklamu.